# Simfonia núm. 4 (Xostakóvitx)
La Simfonia núm. 4 en do menor, op. 43, és una simfonia composta per Dmitri Xostakóvitx entre el 13 de setembre de 1935 i el 26 d'abril de 1936 a Leningrad. No es va estrenar fins al 30 de desembre de 1961 a la Sala Gran del Conservatori de Moscou interpretada per l'Orquestra Filharmònica de Moscou sota la direcció de Kiril Kondraixin.

## Moviments
Dura aproximadament 60 minuts, i consta de tres moviments:
- Allegro poco moderato - Presto
- Moderato con moto
- Largo - Allegro

## Origen i context
Xostakóvitx estava ocupat en el TRAM (sigles del Teatre de la Joventut Treballadora en rus) durant els darrers anys de la dècada dels anys vint i els primers dels anys trenta, després d'haver presentat el 1927 i el 1929 les simfonies núm. 2 i núm. 3, les quals havien adoptat un to patriòtic amb seccions corals finals. Entre el 1929, quan va acabar la seva Tercera Simfonia i el setembre de 1935, quan va començar la Quarta, Xostakóvitx va compondre principalment partitures teatrals i cinematogràfiques més que obres de concert. Destaca especialment en aquest període la seva òpera Lady Macbeth de Mtsensk, que va ser estrenada el 22 de gener de 1934 al Teatre Mali de Leningrad. Cap a finals de 1935 va dir a un entrevistador: «No tinc por de les dificultats. Potser és més fàcil i segur que seguir un camí trencat, però també és avorrit, poc interessant i inútil».
Tanmateix, en aquesta fase, encara no exhibia mestria en el camp simfònic. El domini de Xostakóvitx radicava en la composició musical per a l'escenari teatral. La seva Primera Simfonia, un exercici per a la graduació realitzat a l'Escola Superior de Música de Leningrad, havia adquirit estat de llegenda després de la primera interpretació el 1926. Així i tot, no havia assolit un lloc destacat al repertori, el mateix passava amb la Segona o Tercera Simfonia, que més que simfonies semblaven peces episòdiques per a orquestra.
Xostakóvitx anhelava imprimir la seva empremta personal en un dels gèneres musicals de major transcendència. La influència d'un intercanvi amistós també pot haver tingut un efecte motivador. Un dels seus camarades en els temps juvenils musicals a Leningrad, Gavril Popov, havia acabat de crear la seva Primera Simfonia, una obra que va guanyar considerable admiració, gràcies a les evocacions mahlerianes que Xostakóvitx pretenia superar en la seva Quarta Simfonia. Xostakóvitx va experimentar diverses rondes d'esbossos i abandonaments, un comportament poc convencional en ell. Inicialment, va concebre la noció d'una simfonia de caràcter "programàtic, monumental, de grans pensaments i grans passions". Amb el temps, va renunciar a aquest enfocament, però va conservar l'essència dels potents pensaments i passions.

### Càstig perLady Macbeth
Xostakóvitx va començar a compondre la Quarta Simfonia a l'arribada de la tardor del 1935. Va declarar que seria el seu 'credo simfònic'. En aquell moment, a prop dels trenta anys, Xostakóvitx era el compositor més sol·licitat, ja havia compost més de quaranta obres, entre elles tres simfonies, un concert per a piano, òperes i música per a ballet, teatre i pel·lícules. L'estil de les obres variava des de l'estructura clàssica formal fins a peces populars d'humor genial. També era un pianista concertista. Era el compositor més reeixit de la música soviètica. I ho sabia. Xostakóvitx estava orgullós sobretot de ser l'autor d'un autèntic «èxit» operístic, Lady Macbeth de Mtsensk, que s'estava interpretant en els teatres de Moscou i Leningrad, plens de gom a gom, i les companyies d'òpera estrangeres s'hi començaven a interessar.
Ja havia completat els dos primers dels tres moviments quan va ocórrer el desastre. El seu país es trobava immers en l'etapa del gran terror de Stalin, i el gener de 1936, enmig del seu treball sobre l'últim moviment, va arribar la denúncia en forma d'article al Pravda de la seva òpera Lady Macbeth de Mtsensk titulat Caos en lloc de música. Les màximes autoritats soviètiques, encapçalades pel mateix Stalin, havien assistit a una representació i no els havia agradat gens l'òpera. L'article significava una condemna oficial i va ser utilitzat com a escarment per portar a terme la repressió cultural contra els anomenats "formalistes", dels quals Xostakóvitx era considerat un representant destacat.
Tot això va ser una gran sorpresa per al compositor. Gairebé d'un dia per l'altre va passar a ser estigmatitzat com a enemic del poble. Molts dels seus amics i col·legues, tot i que també els afectava, es van girar contra ell. A partir d'aquell moment, va viure constantment amb la por de ser arrestat, fins i tot va parlar de suïcidi. Xostakóvitx es va retirar sense participar en el debat públic i va intentar observar els esdeveniments des de la barrera.
A la primavera de 1936, Xostakóvitx va tocar al piano la Quarta Simfonia davant un grup de músics entre els quals es trobaven els directors Fritz Stiedry, un refugiat de l'Alemanya nazi llavors director en cap de l'Orquestra de la Filharmònica de Leningrad, i Otto Klemperer, llavors director musical de la Filharmònica de Los Angeles. Els dos directors li van recomanar que no l'estrenés. També Igor Renzin va recomanar a Xostakóvitx que retirés l'obra. Els va fer cas i just abans de l'estrena va demanar a Aleksandr Gauk, compositor que havia sigut director de la Filharmònica de Leningrad, que guardés el manuscrit de la nova simfonia.
Xostakóvitx tenia realment por de ser arrestat per la policia secreta. Raons no li faltaven per estar aterrit. El seu amic Mikhaïl Kvadri, a qui va dedicar la seva Primera Simfonia havia estat executat per motius polítics. El seu defensor i amant de la seva música, el mariscal Mikhaïl Tukhatxevski va ser executat en una de les terribles purgues de l'Exèrcit Roig. També havien mort parents propers al compositor. Una de les seves relacions amb una jove traductora anomenada Yelena Kontantinovskaya havia acabat bruscament en ser denunciada i arrestada.

Xostakóvitx va estrenar la següent simfonia el 1937 i la va anomenar com la Cinquena, això indica que mai va voler suprimir o negar completament la Quarta. en una entrevista de l'any 1970, cinc anys abans de la seva mort, Xostakóvitx va dir 
| « | Com vàrem aconseguir fer contorsions, deformar les nostres vides... Em preguntes si jo hauria estat diferent sense les directrius del partit? Sí, gairebé segur, sens dubte, la línia que seguia quan vaig escriure la Quarta Simfonia hauria estat més forta i nítida en la meva obra. Hauria mostrat més brillantor, utilitzat més sarcasme, hauria pogut revelar les meves idees obertament en lloc d'haver de recórrer al camuflatge. Hauria escrit música més pura. | » |

## Representacions

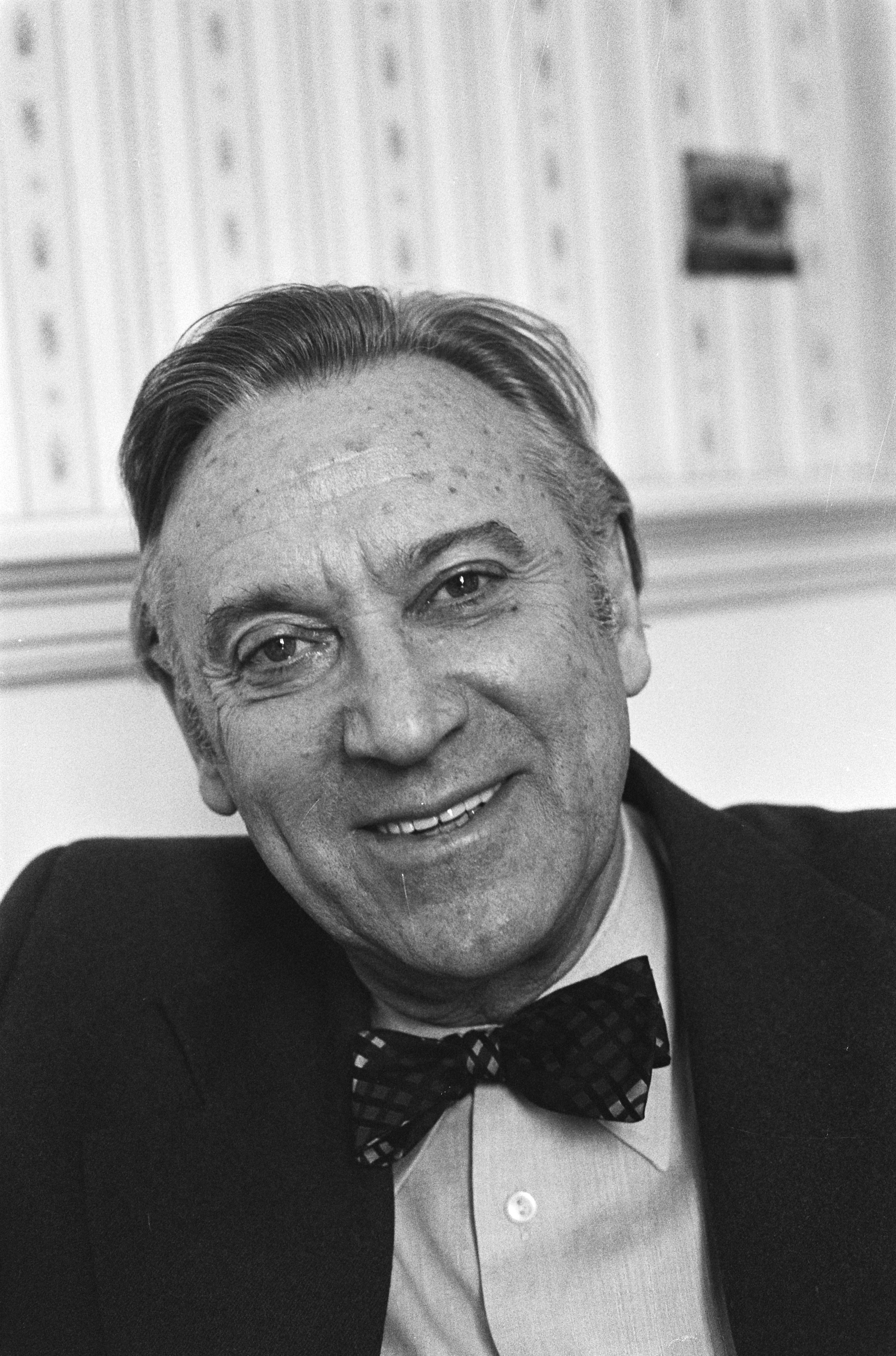
Kiril Kondraixin, director que la va estrenar

En principi, l'Orquestra Filharmònica de Leningrad dirigida per Fritz Stiedry havia d'estrenar l'obra l'11 de desembre del 1936. La vigília de l'estrena, Xostakóvitx va retirar l'obra sense cap explicació. Aquell matí, un breu anunci va aparèixer al diari local: «El compositor Xostakóvitx va demanar a la Filharmònica de Leningrad de retirar la seva Quarta Simfonia de la interpretació amb l'argument que no correspon en absolut a les seves conviccions creatives actuals i representa per a ell una obra molt desfasada». Les pistes sobre l'acció del compositor va arribar uns anys més tard. Curiosament, l'any 1946 va aparèixer una edició litografiada de la simfonia que Xostakóvitx havia arranjat per a dos pianos.
Passarien vint-i-cinc anys, aprofitant el desgel de Khrusxov, fins que la Quarta Simfonia de Xostakóvitx fos interpretada per primera vegada. Finalment, va ser estrenada el 30 de desembre del 1961 per l'Orquestra Filharmònica de Moscou. L'estrena, sota la direcció de Kiril Kondraixin, va ser un triomf impressionant. A Occident es va sentir per primera vegada el 1962 al Festival d'Edimburg. Durant tots aquests anys, Xostakóvitx va haver de deixar de banda el llenguatge musical de la Quarta Simfonia i posar-se (o almenys fer veure que ho feia) la màscara del realisme socialista.
L'estrena de la Quarta va exposar una dimensió de Xostakóvitx que no s'havia pogut sentir en molts anys, i que contrastava completament amb obres recents tan ben rebudes oficialment com la Dotzena Simfonia, L'any 1917, que havia tingut la seva primera representació tan sols tres mesos enrere.
Amb el pas dels anys, es van exposar diverses raons per justificar la retirada de la Quarta Simfonia que va comportar una substancial llacuna en el seu repertori: es va argumentar la manca de preparació del director d'orquestra, o que els músics de l'orquestra van expressar la seva oposició a interpretar-la. Malgrat això, les autèntiques motivacions es trobaven en l'àmbit polític. Enfrontant-se als funcionaris del Partit Comunista i als responsables dels concerts, els quals temien les repercussions d'una possible realització de l'estrena, el ja aleshores qüestionat Xostakóvitx va ser pressionat per retirar la seva Simfonia. Un dels seus contemporanis va observar amb tristesa al seu diari: "Xostakóvitx va ser tan perseguit per les discussions que va retirar la interpretació de la seva nova simfonia, monumental i enlluernadora. Quina vergonya per a nosaltres, els seus contemporanis!".

## Anàlisi musical
La Quarta Simfonia és realment una experiència atractiva d'escriptura orquestral brillant i una fascinant gamma de contrastos en el material temàtic, el ritme i el tempo. Compta amb una gamma sorprenent de caràcter i estil: des de la sàtira i la grotesca fins al terror i la gran tragèdia. Per a l'oient familiaritzat amb les grans simfonies, concerts i obres de cambra que va escriure Xostakóvitx durant el període 1940-1960, la Quarta Simfonia ofereix una visió d'aquesta fase de la vida creativa del compositor que els biògrafs consideren la transició de la creativitat experimental cap a la maduresa d'estil compositiu.
No ostenta el rècord de durada en la trajectòria simfònica de Xostakóvitx —aquesta distinció correspondria a la Setena ("Leningrad")—, però amb la presència de vint instruments de vent de fusta, disset metalls i una vasta assemblea de percussió i cordes, exigeix l'orquestra més extensa de totes les seves obres simfòniques. El compositor impulsa en certs instants que aquestes forces despleguin esclats d'una magnitud colossal, no obstant això, en gran part de la simfonia, els instruments solistes adquireixen prominència. Emmarcant un scherzo relativament concís entre dos moviments exteriors expansius, cada un amb una durada que ronda la mitja hora, l'univers simfònic de Xostakóvitx assoleix aquí una dimensió que pot ser directament comparada amb la de Mahler. Segons Fay, les interseccions amb Mahler es manifesten a cada racó, des del xoc essencial entre el tràgic i el trivial, fins a minuciositats orquestrals, modulacions harmòniques laterals i els coneguts "cucuts".

## Instrumentació
| - Flautins 1 i 2 - Flautes 1, 2, 3 i 4 - Oboès 1, 2, 3 i 4 (el 4 toca el corn anglès) - Requint en mi bemoll - Clarinets 1, 2, 3 i 4 (el 4 està en La) - Clarinet baix - Fagots 1, 2 i 3 - Contrafagot | - 8 trompes - Trompetes 1, 2, 3 i 4 - Trombons 1, 2 i 3 - Tubes 1 i 2 - Violins primers (16-20) - Violins segons (14-18) - Violes (12-16) - Violoncels (12-16) - Contrabaixos (10-14) | - Timbales (2 sets de 3 timbales) - Triangle - Castanyetes - Wood drum - Side-drum - Plat (amb baqueta de timbala i amb baqueta de fusta) - Bombo - Tam-tam - Campanes - Xilòfon | - Celesta - Arpes 1 i 2 |